# Господарят и неговите слуги
„Господарят и неговите слуги“ (на норвежки: Herren og hans tjenere) е норвежки драматичен филм от 1959 година, адаптация на едноименна пиеса.

## Сюжет
Точно след като Сигурд Хелмер (Клаес Гил) е ръкоположен за епископ, съперникът му Торнквист (Георг Льокеберг) изпраща писмо до полицията, в което споменава, че Хелмер е получил позицията, благодарение на подмолни действия. Борбата за власт между двамата завършва със сериозни последствия за Хелмер. Писмото на Торнквист съдържа сериозни доказателства за това, че Хелмер е оклеветявал своя конкурент чрез анонимни писания.
Торнквист отправя официално обвиненията си по време на празничната вечеря в дома на новия епископ и междувременно обявява годежа си с дъщеря му Агнес (Ане-Лизе Тангстад), която се настройва негативно срещу собствения си баща. Торнквист и Агнес си тръгват и партито се разваля като останалите гости изпадат в недоумение от случилото се. Хелмер е изоставен и от съпругата си Фру (Венхе Фос), която се разкъсва между любовта си към него и християнската вяра. Тя иска от него да поеме отговорност като истински християнин. В крайна сметка се оказва, че секретарката на Хелмер е написала писмата, злепоставящи Торнквист. Тя написва опровержение и се опитва да се самоубие.

## В ролите
- Клаес Гил като Сигурд Хелмер, епископа
- Венхе Фос като Фру Хелмер
- Георг Льокеберг като Арвид Торнквист
- Урда Арнеберг като госпожа Монсен, секретарката на Хелмер
- Ларс Андреас Ларсен като Лейф Хелмер
- Ане-Лизе Тангстад като Агнес Хелмер
- Свере Хансен като прокурора
- Харалд Хейде Стеен като адвоката
- Аксел Киеланд като съдията
- Ейнар Сисенер като полицейския началник
- Егил Хьорт-Йенсен като съдебния пристав
- Хелге Есмар като светския проповедник
- Ханс Кухерот-Аамот като епископ Стеен
- Карл Фредерик Приц като свещеника

## Номинации
- Номинация за Златна мечка за най-добър филм от Международния кинофестивал в Берлин през 1959 година.[1]